# Charles Dutoit
Charles Édouard Dutoit (Lausana, 7 d'octubre de 1936) és un director d'orquestra suís, especialment conegut per les seves interpretacions de música clàssica de composicions franceses i russes del segle xx. Ha fet enregistraments molt influents del Roméo et Juliette d'Hector Berlioz i dels ballets Daphnis et Chloé i Ma mère l'oye de Maurice Ravel. Actualment és el director principal i artístic de la Royal Philharmonic Orchestra de Londres.

## Biografia
Dutoit va néixer a Lausana, Suïssa, on va estudiar i es va graduar al Conservatori de Música de Ginebra, on va guanyar el primer premi de direcció d'orquestra. Llavors va anar a estudiar a l'Academia Chigiana de Siena, per invitació del director i compositor Alceo Galliera. Sent jove va assistir freqüentment als assajos del director Ernest Ansermet amb qui va mantenir un tracta personal directe. Va treballar també amb Herbert von Karajan a Lucerna, com a membre de la jove orquestra del festival, i va estudiar amb Charles Munch a Tanglewood (Massachusetts, EUA). Dutoit va començar la seva carrera professional el 1957 tocant la viola a diverses orquestres d'Europa i d'Amèrica del Sud. El gener 1959 va fer el seu debut com a director professional amb una orquestra de Ràdio Lausana i amb Martha Argerich. Des de 1959 ha sigut director convidat de l'Orchestre de la Suisse romande i de l'Orquestra de Cambra de Lausana. Va ser el director de l'orquestra de la Ràdio de Zurich fins al 1967, quan es va fer càrrec de l'Orquestra Simfònica de Berna, on va romandre per onze anys.
Mentre dirigia la Simfònica de Berna també va dirigir l'Orquestra Simfònica Nacional de Mèxic, des de 1973 fins a 1975, i l'Orquestra Simfònica de Göteborg de Suècia de 1975 a 1978. Dutoit va ser principal director convidat de l'Orquestra de Minnesota en la dècada de 1980.
El 1977 Dutoit va esdevenir el director artístic de l'Orquestra Simfònica de Mont-real (OSM). Durant el seu mandat el perfil d'enregistraments i la reputació de l'OSM van augmentar, aconseguint que arribés a ser una de les principals orquestres del món de parla francesa. Al llarg d'aquests anys, es va parlar d'una nova sala de concerts simfònics a Mont-real, un projecte que va ser anunciat per tres diferents primers ministres, però la promesa mai no va ser materialitzada durant els seus gairebé 25 anys al capdavant de l'OSM, tot i que es va col·locar la primera pedra de l'edifici el 1985, en un acte al que van assistir el primer ministre René Lévesque, l'alcalde Jean Drapeau i el polític Jacques Parizeau.
Tanmateix la seva associació amb l'Orquestra Simfònica de Mont-real va acabar abruptament arran d'una controvèrsia el 2002, quan alguns músics de l'OSM es van queixar de l'entorn de treball creat per Dutoit. A l'abril de 2002 Dutoit va iniciar un procés d'acomiadament de dos músics de l'OSM. Això va conduir a un aixecament dins de l'orquestra. En el moment de la seva partida, va ser amenaçat amb una demanda a la Cort Superior del Quebec pel president del Sindicat de Músics del Quebec, Emile Subirana, qui va ser posteriorment desautoritzat i deposat en una votació per majoria dels músics de Mont-real. Emile Subirana va escriure una carta oberta indicant que Dutoit havia insultat verbalment i psicològica els músics i que el volien fer parar. Quan va veure allò Dutoit va dimitir abruptament, i no va tornar mai més a dirigir a la ciutat de Mont-real excepte per dues actuacions especials els dies 18 i 20 de febrere de 2016 al Festival de Les Llums de Mont-real, a la nova sala de concerts. Dutoit va atribuir en part la seva sortida de l'OSM a un contracte laboral "anti-artístic" que va limitar els assajos, particularment durant les gires i, per tant, les possibilitats d'augmentar el nivell internacional de l'orquestra .
Charles Dutoit ha guanyat més de 40 premis i distincions internacionals, entre ells dos Premis Grammy (EUA), diversos Premis Juno (Canadà), el Grand Prix du Président de la République (França), el Premi Mundial del Disc de Montreux (Suïssa), el Premi Edison d'Amsterdam, el Premi de l'Acadèmia Japonesa, i el Premi dels Crítics Musicals Alemanys. Ell i l'OSM va fer plegats molts enregistraments pel segell Decca / London.
Dutoit va dirigir per primer cop l'Orquestra de Filadèlfia el 1980. De 1990 a 1999, va ser director musical de concerts d'estiu de l'orquestra al Centre Mann per a les Arts Escèniques. Des de 1990, ha estat el director artístic i director principal del festival d'estiu de l'Orquestra de Filadèlfia a Saratoga Springs (Nova York), càrrec que va abandonar l'agost de 2010. El 1991 va ser nomenat ciutadà honorífic de la ciutat de Filadèlfia. La temporada 2012-2013 va ser nomenat Director Honorífic de l'orquestra.
Des de 1990 Dutoit ha dirigit el Festival de Música del Pacífic al Japó. De 1991 a 2001 Dutoit va ser director musical de l'Orquestra Nacional de França, amb qui va fer una sèrie d'enregistraments molt lloats per la crítica, i amb qui va viatjar extensivament. El 1996 va ser nomenat director titular de l'Orquestra Simfònica NHK de Tòquio. El 1997 va ser nomenat Oficial d'Honor de l'Orde del Canadà. És també un dels pocs no canadencs que ha sigut nomenat Gran Oficial de l'Orde Nacional del Quebec.
El febrer de 2007 va ser nomenat director en cap i assessor artístic de l'Orquestra de Filadèlfia, amb un contracte de quatre anys, amb efectes a partir del setembre de 2008. L'abril de 2007 Dutoit va ser nomenat director principal i director artístic de la Royal Philharmonic Orchestra a partir del 2009. Des de juliol de 2009 Dutoit també ha treballat com a director musical de l'Orquestra del Festival Verbier de Suïssa.
L'abril de 2014 Dutoit va rebre el Premi a la Trajectòria als Premis Internacionals de Música Clàssica (ICMA). També va ser nomenat membre d'honor de la Fundació Ígor Stravinski de Ginebra.
El febrer 2016 Charles Dutoit va fer un retorn extraordinari i inesperat a l'OSM per a dirigir dos concerts del Festival Mont-real en Llums, animat pel seu fundador Alain Simard, un amic personal de Dutoit, tot realitzant la seva primera aparició a la sala nova simfònica de concerts que ell tant de temps havia esperat gaudir. Dutoit va seleccionar un programa que reunia les obres que van marcar el seu èxits més primerenc amb l'OSM, presentant la pianista Martha Argerich, qui havia sigut anteriorment la seva dona i qui també va formar part de la seva primera gira internacional el 1981. Més de 3000 entrades es van vendre en unes poques hores per aquest dos concerts, que havien sigut anunciats amb un any per endavant.

## Vida personal
Dutoit defuig la publicitat i protegeix la seva vida privada dels mitjans de comunicació. Ha estat casat quatre vegades, incloent-hi els matrimonis amb la pianista mundialment coneguda Martha Argerich i amb la violinista canadenca Chantal Juillet.